# Conflit armé birman
Le conflit armé birman est une guerre civile qui se déroule en Birmanie depuis l'indépendance du pays en 1948. Les gouvernements centraux successifs ont combattu contre une myriade de rébellions séparatistes et communistes. Les premières insurrections contre l'État birman sont celles du Parti communiste birman et celle de l'Union nationale karen (KNU), qui lutte pour l'indépendance d'un État karen dans le sud de la Birmanie. D'autres rébellions ethniques ont éclaté au début des années 1960 après que le gouvernement central eut refusé d'envisager un État fédéré. Depuis le début des années 1980 cependant, les insurrections d'extrême gauche ont largement disparu, en raison notamment de la chute du communisme en Europe et la dislocation de l'URSS à la fin de la guerre froide. 
Ces insurrections ont été soutenues par certains pays étrangers, aggravant l'isolement diplomatique de la Birmanie et la méfiance ainsi que l'inquiétude des Birmans vis-à-vis à la fois des minorités et des puissances étrangères. Le Royaume-Uni a par exemple en effet soutenu les Karens dès 1949. Des factions armées religieuses (musulmanes et chrétiennes) ont également pris part à la lutte contre la junte militaire birmane, telles que l'Armée de Dieu (chrétienne).
Le gouvernement birman n'est jamais parvenu à signer des accords de paix avec les rebelles, bien que la plupart des insurrections ont aujourd'hui été matées. L'armée birmane a largement été accusée de violations des droits de l'homme, et est ainsi considérée comme une force d'occupation dans les régions ethniques.
Le conflit s'est principalement déroulé contre le régime militaire qui a gouverné le pays de 1962 à 2011 et depuis 2021. Il s'agit du plus long conflit de basse intensité dans le monde. Il a reçu une attention internationale en raison du soulèvement de 1988, le travail de la militante Aung San Suu Kyi, des manifestations anti-gouvernementales à la fin 2007, et de la dévastation causée par le cyclone Nargis, qui a provoqué plus de 80 000 et 50 000 disparus à la mi-2008.

## Vue d'ensemble

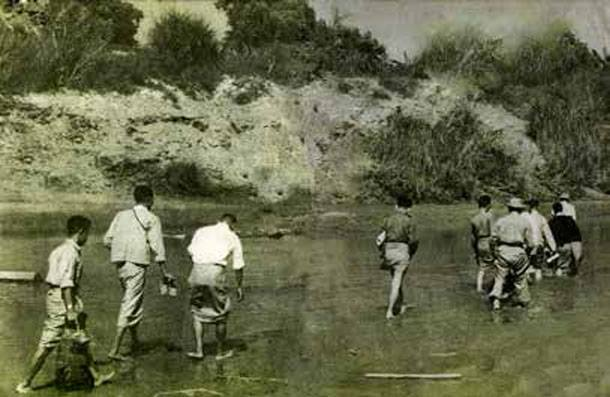
"Ils retournent" (သူတို့ ပြန်ကြ လေပြီ) : Les insurgés du Parti communiste de Birmanie retournent à pied à leurs bases après l'échec des pourparlers de paix à Rangoun organisées par Ne Win.

La Birmanie obtient son indépendance vis-à-vis du Royaume-Uni en 1948. En 1947, le général Aung San, appartenant à la Ligue anti-fasciste pour la liberté du peuple (parti proche du Parti communiste de Birmanie) prend le pouvoir mais est assassiné le 19 juillet 1947 avec six de ses ministres à l'instigation de l'ancien premier ministre U Saw. Immédiatement après, les rebelles du Parti communiste birman lancent une insurrection contre le nouveau gouvernement. Des affrontements éclatent alors dans différentes provinces en 1949. Les Karens, représentés principalement par l'Union nationale karen, se soulèvent également afin de lutter pour un État autonome dans la partie orientale du pays. La situation s'aggrave lorsque le bouddhisme est instauré comme religion officielle de l'État. Les chrétiens de l'Armée de Dieu et des moudjahiddines se soulèvent alors contre l'autorité du gouvernement central. En 1962, un coup d'État porte au pouvoir le général Ne Win, qui entreprend alors une répression brutale de l'insurrection. Les Karens et les Shans (du Myanmar National Democratic Alliance Army) luttent sporadiquement contre l'État birman, provoquant la fuite de 160 000 réfugiés en Thaïlande.

## Soulèvement populaire de 1988
En mars 1988 éclatent d'importantes manifestations contre le régime. Ne Win quitte officiellement le pouvoir le 23 juillet, remplacé le 18 septembre par le général Saw Maung, à la tête d'un nouvel organe, le Conseil d'État pour le rétablissement de la loi et de l'ordre (SLORC). Le mouvement prodémocratique est écrasé dans le sang (plusieurs centaines, voire milliers de morts), bien que le SLORC promette des élections libres. Aung San Suu Kyi, fille d'Aung San, revient d'exil et fonde la Ligue nationale pour la démocratie (LND). Les Karens se regroupement principalement dans l'Union nationale karen (KNU) et lancent alors une insurrection armée contre le gouvernement en place à la suite de la répression.
Dans les années suivantes, la toute-puissance de la junte et la suprématie de l'armée birmane affaiblit l'Union nationale karen et favorise les divergences entre combattants. La stratégie anti-guerilla dite des quatre éradications est mise en place : elle consiste à priver la rébellion de renseignements, de vivres, de recrutement, de financement. La présence militaire birmane se fait d'autant plus sentir qu'à la lutte contre la rébellion s'ajoute la surveillance d'un gazoduc reliant le golfe de Martaban et la Thaïlande en passant en territoire Karen, construit par les sociétés française TotalFinaElf, américaine Unocal, thaïlandaise PTTEP et la MOGE, société nationale birmane entre 1995 et 1999 dans des conditions qui conduisent probablement à de nouvelles violations des droits de l'homme.
Le gouvernement décide en 1993 d'une trêve unilatérale, invitant les groupes combattant à déposer les armes ; l'année suivante, la Democratic Buddhist Karen Organization, branche divergente de la KNU., critique les positions extrémistes des leaders chrétiens et signe un accord avec le Pouvoir. Avec son appui, l'Armée s'empare en janvier 1995, de Manerplaw, la "capitale" de la KNU ; les troupes Karen, acculées aux frontières, perdent le contrôle des échanges commerciaux avec la Thaïlande, de teck et d'antimoine en particulier, sur lesquels elles prélevaient des taxes, source de revenus.
Une nouvelle offensive forte de 100 000 hommes en 1997 aboutit au contrôle par l'Armée de la totalité de la frontière. Les rebelles qui occupaient jusqu'alors la moitié orientale de l'État de Kayah renoncent à la lutte armée et signe un cessez-le-feu en 1999. En janvier 2004, Bo Myo signe un Gentlemen's agreement avec le Premier Ministre, le général Khin Nyunt, prévoyant un arrêt des hostilités, mais celui-ci est peu après démis de ses fonctions et les combats contre la guérilla se poursuivent. L'Armée lance des opérations contre les "zones noires" mobiles, interdites aux étrangers et soumises au couvre-feu, où la majeure partie de la population se réfugie périodiquement dans la jungle pour éviter les représailles, à moins qu'elle ne gagne, de plus en plus nombreuse, les camps de réfugiés en Thaïlande qui forment désormais comme un chapelet tout au long de la frontière.
La dernière offensive d'importance de la KNU a eu lieu en mars-avril 2006 à l'Est de la région de Bago et au Nord de l'État Karen. Depuis ses positions se sont encore affaiblies, une brigade a signé en 2007 un cessez-le-feu séparé avec la junte birmane ; elle se dit prête à engager des négociations en terrain neutre sous l'égide de la Thaïlande, mais des propositions de ce genre ont toujours échoué sur le préalable posé par l'Armée du dépôt des armes. Par ailleurs, l'assassinat en février 2008 du secrétaire général de la K.N.U., Pa Doo Mahn Sha, Pwo et bouddhiste, qui favorisait l'unité interne de l'organisation, dominée par des Sgaws chrétiens, risque d'aggraver les tensions et les dissidences. Les actions de guérilla qui persistent et la nature dictatoriale du régime entretiennent un climat de terreur dans les poches de résistance situées le long de la frontière dans les États de Kayah et Karen,.

## Développements récents
Le 7 novembre 2005, les autorités militaires déplacent la capitale de Rangoon à Naypyidaw, une ville située 320 km plus au nord, dans une région de jungle et de montagne, les principaux ministères commençant leur déménagement le jour même.

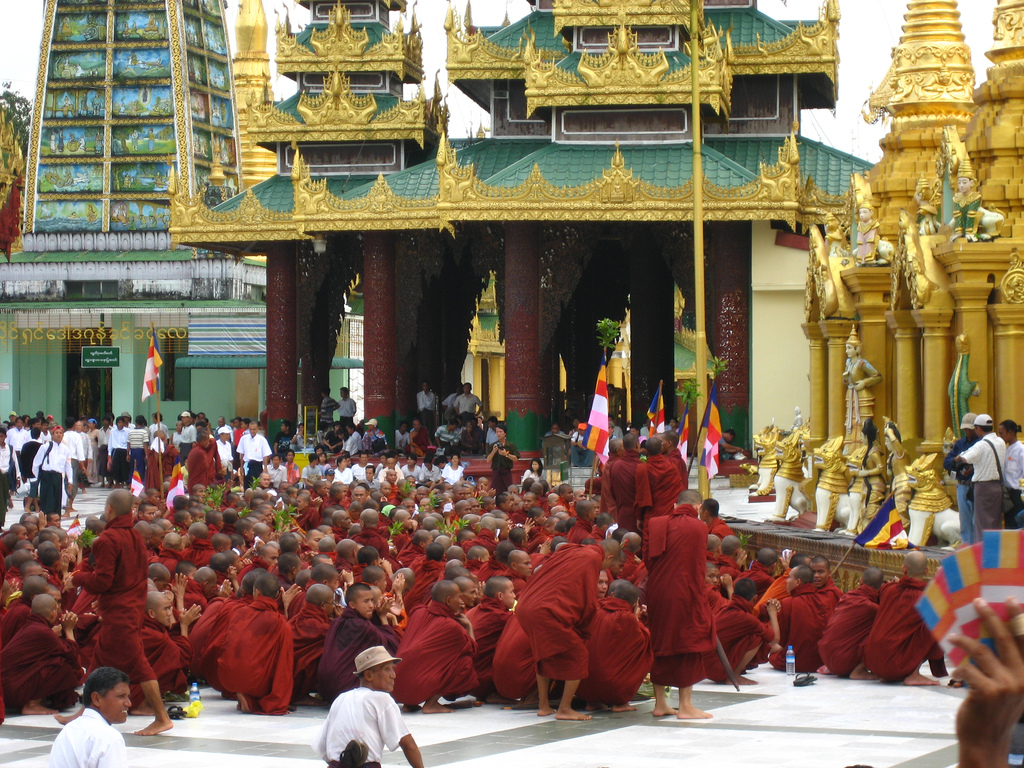
Réunion de moines à la pagode Shwedagon à Rangoon, 24 septembre 2007.

L'augmentation du prix des carburants décidée le 15 août 2007 provoque une vive colère dans la population. Le 19 août débute une longue série de manifestations générales qui culmine le 24 septembre avec plus de 100 000 personnes dans le défilé mené par des moines bouddhistes à Rangoon (d'après des témoins). D'autres manifestations rassemblent des dizaines de milliers de personnes à travers le pays. Après avoir menacé le jour même de « prendre des mesures » contre les bonzes, la junte engage la répression à partir du 26 septembre.
Dans des rapports publiés en 2011, le gouvernement birman accuse le Royaume-Uni, la France et États-Unis de fournir un soutien logistique aux rebelles indépendantistes. La France aurait également prévu des négociations avec la Thaïlande pour un transit d'armes. Singapour a pour sa part été accusé par le nouveau gouvernement civil birman pour ses investissements en Birmanie ayant permis de financer la répression de l'insurrection par la junte militaire.
En 2010, environ 25 groupes rebelles ont accepté un cessez-le-feu avec le gouvernement militaire.
En 2011, bien que la junte militaire ait pris officiellement fin après l'élection d'un gouvernement civil, les rebelles de la Shan State Army continuent de lutter pour un État indépendant Shans. La Birmanie lance alors l'opération Zwe Man Hein[réf. nécessaire] afin d'éliminer les restes de l'insurrection.
En janvier 2012, un cessez-le-feu est signé entre les rebelles de l'Armée Karen de libération nationale et le gouvernement, qui amnistie par ailleurs 6 000 prisonniers politiques.
Le 17 février 2015, le président Thein Sein déclare la loi martiale au Kokang pour une période de trois mois alors que des affrontements ont lieu entre les troupes gouvernementales et l'Alliance démocratique nationale armée du Myanmar, un groupe insurgé.
Depuis 2021, une coalition de mouvements d'oppositions et indépendantistes s'unissent contre la junte militaire lors de la guerre civile en Birmanie.
Fin 2023, la junte birmane essuie de graves revers, notamment de la part de groupes armés Shan et Karen lors de l'opération 1027.